# Olympische Sommerspiele 1972/Teilnehmer (Barbados)
| Gelbes Symbol für Goldmedaillen mit stilisierten Olympischen Ringen | Graues Symbol für Silbermedaillen mit stilisierten Olympischen Ringen | Braundes Symbol für Bronzemedaillen mit stilisierten Olympischen Ringen |
| ------------------------------------------------------------------- | --------------------------------------------------------------------- | ----------------------------------------------------------------------- |
| —                                                                   | —                                                                     | —                                                                       |

Barbados nahm an den Olympischen Sommerspielen 1972 in München mit einer Delegation von 13 Sportlern (acht Männer und fünf Frauen) teil. Diese traten in vier Sportarten bei 13 Wettbewerben an. Der Gewichtheber Anthony Phillips wurde als Fahnenträger zur Eröffnungsfeier ausgewählt.

## Teilnehmer nach Sportarten

### Gewichtheben
- Anthony Phillips
Bantamgewicht: DNF

### Leichtathletik
Herren
- Caspar Springer
400 m: Vorlauf DNF
- Clifford Brooks
Zehnkampf: DNF

Frauen
- Freida Nicholls
Frauen, 100 m: Vorlauf
- Marcia Trotman
Frauen, 200 m: Viertelfinale
Frauen, 4 × 400 m: Vorlauf
- Barbara Bishop
Frauen, 400 m: Vorlauf
Frauen, 4 × 400 m: Vorlauf
- Heather Gooding
Frauen, 800 m: Vorlauf
Frauen, 4 × 400 m: Vorlauf
- Lorna Forde
Frauen, 4 × 400 m: Vorlauf

### Radsport

#### Bahn
- Hector Edwards
Sprint: 1. Runde (Hoffnungslauf)
1000 m Zeitfahren: DNF
- Kensley Reece
Sprint: 1. Runde (Hoffnungslauf)
- Orlando Bates
4000 m Einerverfolgung: 24. Platz in der Qualifikation

#### Straße
- Hector Edwards
Straßenrennen: DNF
- Kensley Reece
Straßenrennen: DNF
- Orlando Bates
Straßenrennen: DNF

### Schießen
- Milton Tucker
Kleinkaliber liegend: 74. Platz
- Carvour Morris
Kleinkaliber liegend: 93. Platz